# Administration de la navigation aérienne
Pour les articles homonymes, voir ANA.
L’Administration de la navigation aérienne (abrégé en ANA), placée sous l’autorité du ministère du Développement durable et des Infrastructures, est le prestataire de service de la navigation aérienne du Luxembourg.

## Missions
Ses missions principales comprennent :
- de gérer le trafic aérien dans l’espace aérien luxembourgeois et dans une partie de l'espace aérien limitrophe ;
- de garantir pour cet espace aérien une couverture adéquate de radionavigation, de guidage radar et de communications aéronautiques ;
- d'assurer les services de la circulation aérienne et d'aérodrome sur l'aire de manœuvre;
- de fournir un service d’informations aéronautiques ;
- de fournir un service météorologique (MeteoLux) ;
- d’assurer l’entretien du balisage lumineux et de garantir l’alimentation électrique des installations et équipements aéroportuaires ;
- de gérer le risque animalier et de promouvoir la conservation de la nature ;
- de gérer un programme de la sécurité et de la qualité.

L’ANA est membre du FABEC « Functional Airspace Block Europe Central », une initiative de la Commission européenne créant des blocs internationaux d’espaces aériens. Ce dernier regroupe les prestataires de service de la navigation aérienne de six pays (le Luxembourg, l’Allemagne, la Belgique, la France, les Pays-Bas, la Suisse) et Eurocontrol Maastricht UAC.
Le 1er juillet 2018, l'ANA a laissé sa mission de services de secours de l'aéroport de Luxembourg-Findel au nouveau Corps grand-ducal d'incendie et de secours (CGDIS).